# Miami Dolphins 2000
La stagione 2000 dei Miami Dolphins è stata la numero 35 della franchigia di football americano, la trentunesima nella National Football League. Dave Wannstedt fu nominato quarto capo-allenatore della storia della squadra.

## Calendario

### Stagione regolare
| Turno | Data               | Avversario             | Risultato          | Pubblico           |
| ----- | ------------------ | ---------------------- | ------------------ | ------------------ |
| 1     | 3/9/2000           | Seattle Seahawks       | V 23–0             | 72.949             |
| 2     | 10/9/2000          | @ Minnesota Vikings    | S 13–7             | 64.112             |
| 3     | 17/9/2000          | Baltimore Ravens       | V 19–6             | 73.464             |
| 4     | 24/9/2000          | New England Patriots   | V 10–3             | 73.344             |
| 5     | 1/10/2000          | @ Cincinnati Bengals   | V 31–16            | 61.535             |
| 6     | 8/10/2000          | Buffalo Bills          | V 22–13            | 73.901             |
| 7     | Settimana di pausa | Settimana di pausa     | Settimana di pausa | Settimana di pausa |
| 8     | 23/10/2000         | @ New York Jets        | S 40–37            | 78.389             |
| 9     | 29/10/2000         | Green Bay Packers      | V 28–20            | 73.740             |
| 10    | 5/11/2000          | @ Detroit Lions        | V 23–8             | 77.813             |
| 11    | 12/11/2000         | @ San Diego Chargers   | V 17–7             | 56.896             |
| 12    | 19/11/2000         | New York Jets          | S 20–3             | 74.320             |
| 13    | 26/11/2000         | @ Indianapolis Colts   | V 17–14            | 56.935             |
| 14    | 3/12/2000          | @ Buffalo Bills        | V 33–6             | 73.002             |
| 15    | 10/12/2000         | Tampa Bay Buccaneers   | S 16–13            | 74.307             |
| 16    | 17/12/2000         | Indianapolis Colts     | S 20–13            | 73.884             |
| 17    | 24/12/2000         | @ New England Patriots | V 27–24            | 60.292             |

### Playoff
| Turno    | Data       | Avversario         | Risultato | Pubblico |
| -------- | ---------- | ------------------ | --------- | -------- |
| Wildcard | 30/12/2000 | Indianapolis Colts | V 23–17   | 73.193   |
| Division | 6/12001    | @ Oakland Raiders  | S 27–0    | 61.998   |